# Syndipnus sternoleucus
Syndipnus sternoleucus là một loài tò vò trong họ Ichneumonidae.